# 孙双根
孙双根（1936年12月—2021年2月12日），山西屯留人，中共党员，老红军，在抗日战争关节垴战役中立头功，解放战争洛阳战役中立下一等功，享受副厅级政治、生活待遇，享受省部长级医疗待遇。

## 生平
1921年9月生于山西屯留。1936年12月参加红军，1940年12月加入中国共产党。
历任屯留游击队战士，八路军太行四分区副班长，八路军太行三分区班长、副排长，八路军太行八分区排长、副连长，八路军太岳一分区新兵团连长，河南省10旅29团副连长，13军37师110团卫生队管理员、编余大队中队长，昆明市专卖公司批发部行政科副科长，昆明市石灰砖瓦管理处主任，昆明市金马中心商店副经理，昆明市东风商店副经理，1984年7月离休。
2021年2月12日6时21分逝世于昆明，享年99岁。